# Carlos Atanes
Carlos Meroño Atanes (Barcellona, 8 novembre 1971) è un regista, sceneggiatore, drammaturgo, regista teatrale, scrittore e saggista spagnolo.

## Biografia
Nel 1987, a quindici anni, inizia a girare cortometraggi video in modo amatoriale. Nel 1988 si iscrive a Immagine e Suono, e terminati gli studi dirige The Marvellous World of the Cúcù Bird (1991), in 35 mm, considerato uno dei migliori cortometraggi catalani degli anni '90. Poco dopo, ha adattato testi di Joan Brossa, Botho Strauss e il famoso racconto di Franz Kafka The Metamorphosis of Franz Kafka (1993), e ha intrapreso il progetto di girare il suo primo lungometraggio Tríptico, in 16 mm. Riesce a girare il film, ma i resultati non lo soddisfano e decide di non montarlo. Da allora, per alcuni anni, si dedica al video sperimentale, ai cortometraggi più o meno bizzarri e al genere documentaristico.
Tra novembre 2000 e gennaio 2001, in occasione della manifestazione "Creació Jove 2000"  ha esposto la video installazione Oráculo de Futuro Promedio (L'Oracolo del Futuro Medio) nella Capella dell'antico Hospital de la Santa Creu, a Barcellona. 
Nel 2003 inizia le riprese di Perdurabo, un lungometraggio sulla vita del controverso occultista inglese Aleister Crowley. Completa la prima parte del film, 40 minuti, ma la produzione si ferma fino a nuovo ordine per concentrarsi su FAQ: Frequently Asked Questions (2004), un film di ispirazione fantasy futuristico orwelliano che, dopo la sua presentazione al Festival internazionale del cinema fantastico Buenos Aires Rojo Sangre, è stato in tour festival in tutto il mondo, e ha suscitato molte adesioni, come anche critiche. Prodotto al di fuori qualsiasi tipo di supporto istituzionale, e autofinanziato da una manciata di appassionati, FAQ è uno dei pochi film spagnoli di fantascienza, e probabilmente l'unico che appartiene al genere della distopia. FAQ vince il premio per il miglior film al panorama internazionale di registi indipendenti di Atene nel mese di ottobre 2005, e nello stesso anno il Tel Aviv Fantastic Film Festival la candida per l'ICon Award. Inoltre, a Fantasporto 2006 ottiene due candidature: il Grande Prémio Fantasporto ed il Méliès d'argento Award of European Fantasy Film Festival Internazionale del Cinema 2006.
Ha collaborato alla serie di documentari, come regista, Un segle per a les dones, trasmessa su La 2 de Televisión Española, tra il 2004 e il 2005, solo per i telespettatori della Catalogna in disconnessione territoriale.
Nel 2007 debutta Próxima, il suo secondo lungometraggio di fantascienza al Festival Internazionale del Cinema e del Festival di Sci-Fi Londra (Sci-Fi-London). Epica dello spazio, Próxima è interpretato, tra gli altri, dal mentalista Anthony Blake ed è uno dei film più ambiziosi di FAQ. Nel 2007 il Tel Aviv Fantastic Film Festival lo candida per l'ICon Award e nel 2008 l'Asociación Española de Fantasía, Ciencia Ficción y Terror (AEFCFT) lo candida per il Premio Ignotus per il Miglior Produzione Audiovisiva. Nell'agosto 2016 la rivista Nature ha annunciato la scoperta di Proxima Centauri b, un pianeta nell'orbita della stella Proxima Centauri con caratteristiche molto simili a quella che appare nel film, momento di cui Atanes ha approfittato per creare, per la prima volta, una petizione su Change.org.
Nel 2007, ha riunito i suoi tre cortometraggi più bizzarri e underground in Codex Atanicus, un'antologia che è stata ben accolta dalla critica indipendente americana. Nel 2008, ha creato, insieme ai registi Albert Pons, Víctor Conde ed El Chico Morera, il progetto collettivo Pulque 51, consistente nella realizzazione di quattro cortometraggi con l'obiettivo di lanciare l'attrice Arantxa Peña come la nuova scream queen spagnola. Atanes dirige il cortometraggio intitolato, appunto, Scream Queen, interpretato, tra gli altri, dalla stessa Arantxa Peña, dal giornalista e scrittore José Manuel Serrano Cueto (che interpreta se stesso) e dall'attore Antonio Albella, ex membro del leggendario gruppo glam spagnolo Loco Mía.
Successivamente gira Maximum Shame, lungometraggio feticista, musicale, fantascientifico, con il quale recupera lo spirito trasgressivo e bizzarro di CODEX, a cui si era già avvicinato nuovamente con Scream Queen. Maximum Shame, un incubo distopico e feticista, fantastico e musicale sulla fine del mondo, il dolore e il piacere, l'estasi e il potere, è candidato come miglior film al BUT Film Festival di Breda (Paesi Bassi), nel 2010.
Nel 2012 gira il suo lungometraggio Gallino, the Chicken System. E nel 2017 gira il suo primo adattamento cinematografico di uno dei suoi testi teatrali, in questo caso Romance Bizarro, che lo presenta in anteprima direttamente attraverso il suo canale YouTube dal 3 aprile 2018.
Come scrittore, ha pubblicato saggi, opere teatrali, sceneggiature di film e narrazioni. A dicembre 2018 la casa editrice spagnolo Dilatando Mentes ha pubblicato il suo saggio Magia del Caos para escépticos, scritto con l'obiettivo di far conoscere la magia del caos nel mondo ispanofono. Nell'ottobre 2019, il libro è stato finalista per il VI Premios Guillermo de Baskerville nella categoria Non-Fiction, oltre ad essere candidato al Premio Ignotus 2019 per il Miglior Libro di Saggi. La casa editrice Venexia lo pubblica in Italia nel 2024 con il titolo Magia del caos per scettici.
È membro della The Film-Makers' Cooperative dal 2020.
Nell'ottobre 2024 i suoi quadri grafici partecipano come ospite a Fürth (Baviera) all'evento annuale Gastspiel. Nel novembre dello stesso anno a Berlino, al Filmrauschpalast Moabit, è stata proiettata la prima mondiale del film collettivo Alter-Ego Film Project, di cui fa parte il suo cortometraggio Autofocus.
Nel maggio 2025, a Montpellier, presso l'Universitá Paul Valéry di Montpellier, é stato proiettato Alter-Ego Film Project. E intorno a queste stesse date, il testo teatrale La cobra en la cesta de mimbre (Il cobra nel cesto di vimini) é stato rappresentato in formato radiodramma e in lingua catalana, con le voci di Ricard Martínez e Montserrat Santamaria, sotto la direzione di Maria Glòria Farrés i Ramon, attraverso Matadepera Ràdio, a Matadepera.

## Teatro
La cobra en la cesta de mimbre (Il cobra nel cesto di vimini) è stato il primo testo teatrale ad essere presentato in scena. Ha avuto luogo presso L'Hospitalet de Llobregat nel febbraio 2003, presso il Centre Cultural La Bòbila, con gli attori Ángel Galán e Marta Timón, sotto la co-regia di Manuel Solàs e Germán Tormo. Più tardi, nel maggio dello stesso anno, lo spettacolo fu rappresentato di nuovo a Barcellona al Teatre La Riereta, con gli attori Oriol Aubets, Sandra Moncusí e Arnau Monclús, sotto la direzione di Sílvia Sanfeliu. Nell'ottobre 2008, detto testo è stato rappresentato in catalano con il titolo alternativo di "La Gàbia" (La Gabbia) a Cardedeu, presso il CECUCA-Centre Cultural de Cardedeu, con gli attori Pepo Blasco e Txu Morillas, sotto la direzione di Àlex D. Capo.
Nell'aprile 2011, ha presentato in anteprima il suo lavoro La cobra en la cesta de mimbre (Il cobra nel cesto di vimini), che dirige lui stesso per la prima volta e interpretato da Ana Mayo e Jorge Cabrera, alla Sala AZarte di Madrid. E nel dicembre dello stesso anno, sempre a Madrid, ha debuttato al Teatro Arenal la sua seconda commedia, El hombre de la pistola de nata (L'uomo con la pistola color crema), una tragicommedia sulla rapina dei viaggi, questa volta sotto la direzione di Juan José Afonso e interpretata da Joaquín Hinojosa, Francesc Tormos, María Kaltembacher e Josu Ormaetxe. Questo lavoro ha ottenuto nove candidature corrispondenti alla 16ª edizione (2013) dei Premios Max.
Nel marzo 2013, l'opera La cobra en la cesta de mimbre (Il cobra nel cesto di vimini) ha l'onore di essere il primo testo a partecipare ad un festival, che si è svolto a Santa Coloma de Gramenet, presso l'Espai Escènic Carro de Baco, nell'evento "Fantàstic-Festival de Teatre de terror i fantàstic", organizzato dal teatro stesso. Si sono esibiti gli attori Àlex Brull Ramonet e Alejandra Soler, sotto la direzione di Germán Madrid.
Nel marzo 2014, lo spettacolo teatrale La depredadora (La predadora), diretto da Ariadna Ferrer, è andato in scena a Reus al festival Quarts de Teatre-Hivern 2014, dove ha ricevuto il premio Pere Mata per la Migliore Scenografia e Costumi. Nel 2015, le spettacolo teatrale Un genio olvidado (Un rato en la vida de Charles Howard Hinton) (Un genio dimenticato (Un tempo nella vita di Charles Howard Hinton)), diretto da Carlos Atanes, è stato premiato dal sito Tarde de Teatro con il Premio Reseña 2014/2015 nella categoria Miglior Attrice Non Protagonista, per María Kaltembacher.
Tra novembre 2016 e gennaio 2017, a Città del Messico, lo spettacolo Necrofilia fina (Bella necrofilia), diretto da Rosendo Gázpel, è stato rappresentato al Microteatro México, dove ha ricevuto due Premios Micro Estrella (Miglior Attore, per Cristian Magaloni, e Migliore Costumi).
Nel 2019 Afonso ha diretto ancora una volta un testo di Atanes, Antimateria, con anteprima in ottobre al Teatro El Sauzal nella città di El Sauzal e prima ufficiale al Teatro Guimerá di Santa Cruz de Tenerife. Un anno dopo, nell'ottobre 2020, Antimateria arriva sui palcoscenici di Guayaquil, Ecuador, interpretato da Lucho Mueckay e José Andrés Caballero, sotto la direzione di Alejandro Fajardo. Nello stesso anno Antimateria della compagnia Platónica Teatro, e sotto la direzione di Juan José Afonso, è stata candidata per gli XI Premios Réplica 2020-Associazione delle Compagnie Teatrali delle Isole Canarie.
Nel 2023, l'opera El grifo de 5.000.000 euros (Il rubinetto di 5.000.000 di euro), con la regia di María Ángeles Quinteros, ex aequo insieme ad altre opere, è stato candidato al Premio Estrella de Mar per la Migliore Produzione Integrale di Mar de Plata, in rappresentanza del Chauvín-Centro de Creación a Mar del Plata (Argentina).

## Filmografia

### Regista e sceneggiatore
- La Ira (1989), lungometraggio
- Le descente à l'enfer d'un poète (1990), cortometraggio
- Morir de calor (1991), cortometraggio
- Romanzio in il sécolo ventuno (1991), cortometraggio
- The Marvellous World of the Cúcù Bird (1991), cortometraggio
- Els Peixos Argentats a la Peixera (1991), mediometraggio tratto dall'opera teatrale di Joan Brossa
- El parc (1992), cortometraggio
- The Mental Tenor (1993), cortometraggio
- The Metamorphosis of Franz Kafka (1993), cortometraggio tratto dall'omonimo racconto di Franz Kafka
- Metaminds & Metabodies (1995), cortometraggio
- Tríptico (1995), lungometraggio incompiuto
- Morfing (1996), cortometraggio
- Borneo (1997), cortometraggio
- The Seven Hills of Rome (1998), cortometraggio
- Welcome to Spain (1999), cortometraggio
- Cyberspace Under Control (2000), documentario
- Perdurabo (Where is Aleister Crowley?) (2003), mediometraggio
- FAQ: Frequently Asked Questions (2004), lungometraggio
- Made in Próxima (2007), documentario
- Próxima (2007), lungometraggio
- Codex Atanicus (2007), antologia di cortometraggi
- Scream Queen (2009), cortometraggio
- Maximum Shame (2010), lungometraggio
- Gallino, the Chicken System (2012), lungometraggio
- Meat Market (2013), videoclip, musiche di Esa Linna
- Romance bizarro (2017), cortometraggio
- Alter Ego Film Project (frammento Autofocus) (2024), lungometraggio collettivo

## Opere

### Drammaturgie
- La cobra en la cesta de mimbre (2003)
- El hombre de la pistola de nata (2011)
- La depredadora (2012)
- La lluvia (2012)
- Romance bizarro (2013)
- Necrofilia fina (2013)
- Secretitos (2013)
- El triunfo de la mediocridad (2013)
- Los ciclos atánicos (2014)
- La quinta estación del puto Vivaldi (2014)
- El vello público (2014)
- El grifo de 5.000.000 euros (2014)
- Porno emocional (2015)
- Santos varones (2015)
- Caminando por el valle inquietante (2015)
- Un genio olvidado (Un rato en la vida de Charles Howard Hinton) (2015)
- Love is in the box (2016)
- La abuela de Frankenstein (2016)
- Pasión mostrenca (2017)
- Sexo y tortilla (2017)
- Chéjov bajo cero (2018)
- La línea del horizonte (2018)
- La incapacidad de exprimirte (2018)
- A Praga y vámonos (2019)
- ¿Hasta cuándo estáis? (2019)
- Antimateria (2019)
- Báthory (2021)
- Rey de Marte (2021)

## Libri scritti da Carlos Atanes

### Teatro
- La cobra al cistell de vímet (2003) (ISBN 8489826307)
- El hombre de la pistola de nata (2007) (ISBN 978-1434819031)
- La cobra en la cesta de mimbre (2007) (ISBN 978-1434819024)
- Un genio olvidado (Un rato en la vida de Charles Howard Hinton) (2017) (ISBN 978-1546636892)
- Antimateria (2024) (ISBN 978-84-10060-21-0)

### Romanzi
- Confutatis Maledictis (2007) (ISBN 978-1434819017)
- Combustión espontánea de un jurado (2012) (ISBN 978-1475241488)
- In the Woods & on the Heath (Libro illustrato dell'artista Jan van Rijn. Diversi autori) (2016)
- Querida - A Doll's Tale of Misery and Liberation (Libro illustrato dell'artista Jan van Rijn. Diversi autori) (2022)
- Querida - Vom Leid und der Selbstermächtigung einer Puppe (Libro illustrato dell'artista Jan van Rijn) (2024) (ISBN 978-3-9826372-0-4)
- Querida: The Sufferings and Self Empowerment of a Doll (Libro illustrati dell'artista Jan van Rijn) (2024) (ISBN 978-3-9826372-1-1)
- Querida: De los sufrimientos y el empoderamiento de una muñeca (Libro illustrati dell'artista Jan van Rijn) (2024) (ISBN 978-3-9826372-2-8)
- Perplejidad (Aleister Crowley en la Boca del Infierno) (2024) (ISBN 978-84-128410-7-7)

### Sceneggiatura cinematografica
- Aleister Crowley in the Mouth of Hell: The screenplay never filmed (2013) (ISBN 978-1482599558)
- Aleister Crowley en la Boca del Infierno: El guión nunca filmado (2013) (ISBN 978-1483946641)

### Saggistica
- Los trabajos del director: En la cocina del cine (muy) independiente (2007) (ISBN 978-1434818706)
- La Bestia en la pantalla. Aleister Crowley y el cine fantástico (diversi autori) (2010) (ISBN 978-84-89668-84-1)
- Demos lo que sobre a los perros (2018) (ISBN 978-1721253517)
- Magia del Caos para escépticos (2018) (ISBN 978-8494911347)
- De Arrebato a Zulueta (diversi autori) (2019) (ISBN 978-8412049312)
- Space Fiction: Visiones de lo cósmico en la ciencia ficción (diversi autori) (2020) (ISBN 978-8412049664)
- Eyes Wide Shut (diversi autori) (2020) (ISBN 978-8412187465)
- Cine que hoy no se podría rodar (diversi autori) (2020) (ISBN 978-8412271607)
- La invasión de los ultracuerpos, de Philip Kaufman (diversi autori) (2021) (ISBN 978-8412049374)
- Filmar los sueños (2021) (ISBN 978-8412389685)
- Monstruos (diversi autori) (2022) (ISBN 978-84-18941-61-0)
- Chaos Magic for Skeptics (2022) (ISBN 1914153170)
- Magia del Caos per scettici (2024) (ISBN 978-8899863982)

### Altri
- La última página del Ulises de Joyce (2012) (ISBN 978-1475168822)

## Regie teatrali
- La cobra en la cesta de mimbre (2011)
- La depredadora (2012)
- La lluvia (2012)
- Romance bizarro (2013)
- Secretitos (2013)
- Necrofilia fina (2013)
- El triunfo de la mediocridad (2013)
- Los ciclos atánicos (2014)
- El vello público (2014)
- El grifo de 5.000.000 euros (2014)
- Santos varones (2015)
- Un genio olvidado (Un rato en la vida de Charles Howard Hinton) (2015)
- Caminando por el valle inquietante (2015)
- Love is in the box (2016)

## Premi
- 2005 - Miglior film per FAQ: Frequently Asked Questions (International Panorama of Independent Filmmakers, Atene, Grecia)